# Meata typica
Meata typica är en spindelart som beskrevs av Zabka 1985. Meata typica ingår i släktet Meata och familjen hoppspindlar. Inga underarter finns listade i Catalogue of Life.